# قصر عذلة
قصر عذلة قصر تاريخي يقع في محافظة الرس وسط المملكة العربية السعودية. بُني القصر في حدود عام 1260 هـ.

## الموقع
يقع قصر عذلة في محافظة الرس التابعة لمنطقة القصيم، كما يقع قصر عذلة على طريق الجماميل الذي يتم من خلاله نقل البضائع والأرزاق على ظهور الجِمال قديمًا بين الرس وعنيزة، وهذا الطريق يمر من الجهة الشمالية من مزارع الحجناوي أي محاذيا لضفة وادي الرمة الجنوبية.

## البناء
بُنى قصر عذلة من قبل محسن العذل في حدود عام 1260 هـ، في موقع على ضفة وادي الرمة من الجهة الجنوبية في منطقة الحجناوي التابعة للرس، وحوله مزرعة في منطقة رملية، بناه العذل ليكون مقرًا لضيافت، ه ثم صار للوجيه صالح بن عذل وأسماه عذلة وجعله لضيوفه، وحوله من الجهة الغربية مزرعة ومنزل ملك ناصر بن صالح العذل، ومن الجهة الشمالية الشرقية مزرعة وقصر آخر يسمى الوابلية. يتبين في أحد المواقع داخل القصر أنه تم ترميمه في عام 1353 هـ مع تعديل بسيط في مبانيه، والذي أمر بترميمه رجل من عنيزة، أما الذي أشرف على الترميم فهو رجل من الحماد من الخبراء، بينما يروي بعض أهل الرس أنهم شاركوا في إصلاحه حيث قاموا بحفر القليب التي بداخله عام 1350 هـ.
يتكون القصر من بوابة طينية من جهة الشرق، وموقع ملح الجريف جنوباً، ويحيط به سور يبلغ طوله 320 متر، وكان الموقع يزود الأهالي قديماً بملح البارود الذي تذخر به البنادق في تلك الحقبة الزمنية.